# Blanca Benítez Montenegro
Blanca Benítez Montenegro (Riobamba, 5 de julio de 1916 - Quito, 18 de junio de 2002) fue una activista y militante de derechos humanos.

## Biografía
Nació el 5 de julio de 1916 en Riobamba. Contrajo matrimonio con Luis Melo, un dirigente obrero de la fábrica La internacional, en 1949.
Vivió en distintos lugares del país hasta asentarse en el sur de Quito, en el barrio de La ferroviaria, en donde empezó sus actividades de militancia por la conciencia social y política en donde se discutía sobre la realidad de la coyuntura política del país en los años 80.
Durante el gobierno de Oswaldo Hurtado sus hijos fueron arrestados en el marco de las luchas políticas que se estaban llevando a lo largo de 1982. Años más tarde, durante el gobierno de León Febres Cordero, su hogar fue violentado y tomaron preso a uno de sus hijos bajo los cargos de sedición y terrorismo.
Su lucha, con la ayuda de organizaciones sociales y derechos humanos, logró la liberación de su hijo de los cargos imputados.

## Reconocimientos
- Una calle de Quito fue nombrada en su memoria.[5]